# Киселар, Фёдор Фёдорович
Фёдор Фёдорович Кисела́р (укр. Федір Федорович Кіселар; 2 июня 1974, Ахтырка) — украинский военнослужащий, младший сержант, участник российско-украинской войны. Герой Украины (2025).

## Биография
Фёдор Киселар родился 2 июня 1974 года в городе Ахтырка Сумской области. С 1981 по 1991 год учился в Ахтырской средней школе № 2, затем окончил профессионально-техническое училище № 7 в Ахтырке, получив специальность электромонтёра по обслуживанию буровых установок.
С 1992 по 1996 год обучался в Сумском государственном педагогическом институте имени А. С. Макаренко по специальности «учитель физической культуры». С 1996 по 1999 год работал по специальности в Малопавловской средней школе Ахтырского района.
С 2001 по 2007 год занимался предпринимательской деятельностью. В 2011–2017 годах учился в Национальном юридическом университете имени Ярослава Мудрого, где получил степень магистра права.
В 2015 году принимал участие в АТО на востоке Украины. С 2017 по 2019 год занимал должность директора Сумского областного лицея-интерната спортивного профиля «Барса».
С началом полномасштабного вторжения России в Украину в 2022 году вновь встал на защиту страны.

## Награды
- Звание «Герой Украины» с удостоением ордена «Золотая Звезда» (21 февраля 2025) — за личное мужество и героизм, проявленные в защите государственного суверенитета и территориальной целостности Украины, верность военной присяге[1].